# Verbandsgemeinde Nahe-Glan

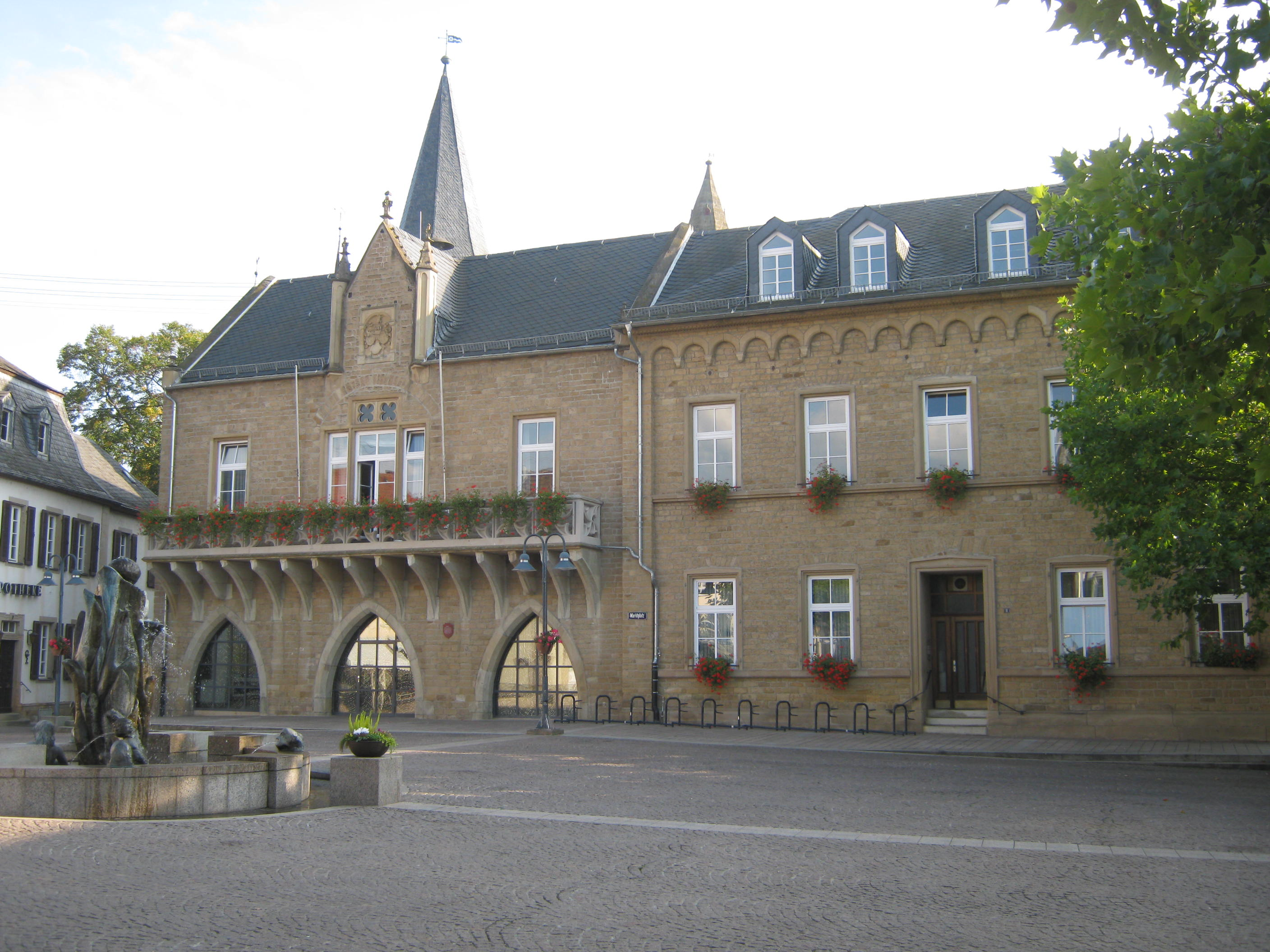
Verbandsgemeinde-Rathaus in Bad Sobernheim

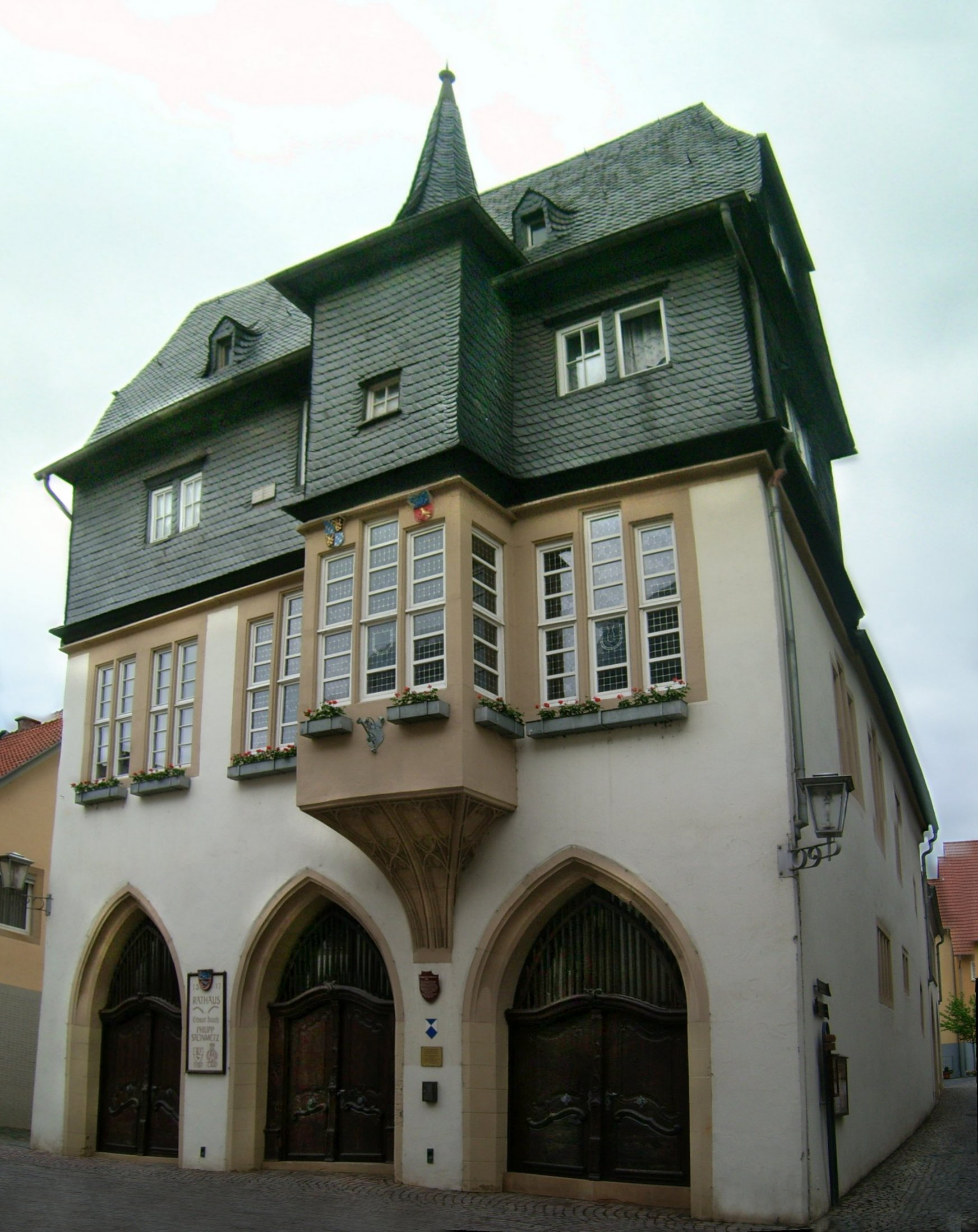
Städtisches Rathaus in Meisenheim

Die Verbandsgemeinde Nahe-Glan entstand zum 1. Januar 2020 aus der Fusion der rheinland-pfälzischen Verbandsgemeinden Bad Sobernheim und Meisenheim im Landkreis Bad Kreuznach.
Neben den Städten Bad Sobernheim an der Nahe und Meisenheim am Glan gehören der Verbandsgemeinde weitere 32 Ortsgemeinden an.

## Verbandsangehörige Gemeinden
| Ortsgemeinde, Stadt        | Fläche (km²) | Einwohner |
| -------------------------- | ------------ | --------- |
| Abtweiler                  | 5,76         | 195       |
| Auen                       | 2,71         | 185       |
| Bad Sobernheim, Stadt      | 54,01        | 6.564     |
| Bärweiler                  | 6,11         | 203       |
| Becherbach                 | 10,86        | 844       |
| Breitenheim                | 5,69         | 393       |
| Callbach                   | 5,38         | 330       |
| Daubach                    | 2,91         | 227       |
| Desloch                    | 6,37         | 325       |
| Hundsbach                  | 7,48         | 357       |
| Ippenschied                | 2,62         | 148       |
| Jeckenbach                 | 6,28         | 206       |
| Kirschroth                 | 7,64         | 290       |
| Langenthal                 | 2,71         | 85        |
| Lauschied                  | 4,78         | 535       |
| Lettweiler                 | 6,28         | 215       |
| Löllbach                   | 4,94         | 183       |
| Martinstein                | 0,39         | 283       |
| Meddersheim                | 13,15        | 1.311     |
| Meisenheim, Stadt          | 10,34        | 2.910     |
| Merxheim                   | 17,05        | 1.436     |
| Monzingen                  | 12,18        | 1.561     |
| Nußbaum                    | 5,92         | 474       |
| Odernheim am Glan          | 13,26        | 1.747     |
| Raumbach                   | 4,42         | 432       |
| Rehbach                    | 2,21         | 42        |
| Rehborn                    | 10,14        | 687       |
| Reiffelbach                | 4,46         | 219       |
| Schmittweiler              | 5,48         | 167       |
| Schweinschied              | 6,35         | 137       |
| Seesbach                   | 6,06         | 504       |
| Staudernheim               | 11,48        | 1.451     |
| Weiler bei Monzingen       | 5,87         | 439       |
| Winterburg                 | 2,57         | 197       |
| Verbandsgemeinde Nahe-Glan | 273,90       | 25.282    |

(Einwohner am 31. Dezember 2024)

## Einwohnerentwicklung
| Verbandsgemeinde Nahe-Glan: Einwohnerzahlen von 2012 bis 2024                                                                      | Verbandsgemeinde Nahe-Glan: Einwohnerzahlen von 2012 bis 2024 | Verbandsgemeinde Nahe-Glan: Einwohnerzahlen von 2012 bis 2024 | Verbandsgemeinde Nahe-Glan: Einwohnerzahlen von 2012 bis 2024 | Verbandsgemeinde Nahe-Glan: Einwohnerzahlen von 2012 bis 2024 |
| --- | ------------------------------------------------------------- | ------------------------------------------------------------- | ------------------------------------------------------------- | ------------------------------------------------------------- |
| Jahr |                                                               |                                                               |                                                               | Einwohner                                                     |
| 2012 | 2012                                                          |                                                               | 25.597                                                        | 25.597                                                        |
| 2015 | 2015                                                          |                                                               | 25.268                                                        | 25.268                                                        |
| 2020 | 2020                                                          |                                                               | 24.913                                                        | 24.913                                                        |
| 2024 | 2024                                                          |                                                               | 25.282                                                        | 25.282                                                        |
| Quelle(n): statistik.rlp.de Anmerkung(en): Die Entwicklung der Einwohnerzahl, bezogen auf das heutige Gebiet der Verbandsgemeinde. |                                                               |                                                               |                                                               |                                                               |

## Politik

### Verbandsgemeinderat
Der Verbandsgemeinderat Nahe-Glan besteht aus 36 ehrenamtlichen Ratsmitgliedern, die bei der Kommunalwahl am 9. Juni 2024 in einer personalisierten Verhältniswahl gewählt wurden, und dem hauptamtlichen Bürgermeister als Vorsitzendem.
Aufgrund der anstehenden Fusion der beiden Verbandsgemeinden zum 1. Januar 2020 wurde der erste Verbandsgemeinderat nicht bei der allgemeinen Kommunalwahl am 26. Mai 2019, sondern nachträglich am 24. November 2019 in einer personalisierten Verhältniswahl gewählt. Die Amtszeit begann mit der Bildung der neuen Verbandsgemeinde am 1. Januar 2020.
Die Sitzverteilung im Verbandsgemeinderat:
| Wahl | SPD | CDU | GRÜNE | FDP | FW | UBL | Gesamt   |
| ---- | --- | --- | ----- | --- | -- | --- | -------- |
| 2024 | 11  | 10  | 3     | 3   | 2  | 7   | 36 Sitze |
| 2019 | 12  | 9   | 5     | 3   | 1  | 6   | 36 Sitze |

- UBL = Unabhängige Bürgerliste Nahe-Glan e. V.

### Bürgermeister
Uwe Engelmann (SPD) wurde am 1. Januar 2020 der erste Bürgermeister der neuen Verbandsgemeinde. Bei der Stichwahl am 8. Dezember 2019 hatte er sich mit einem Stimmenanteil von 56,5 % gegen Ron Budschat (CDU) durchgesetzt, nachdem bei der Direktwahl am 24. November 2019 keiner der ursprünglich drei Bewerber eine ausreichende Mehrheit erreicht hatte.

### Wappen
Die Wappenbeschreibung lautet: „Geteilt durch wiederum geteilten und jeweils achtmal – oben im Wechsel blau-gold, unten im Wechsel silber-blau – gespaltenen Wellenbalken; oben gespalten von Rot und Silber, vorn in Rot ein silbernes, sechsspeichiges Rad, hinten in Silber ein rotbezungter, golden bewehrter schwarzer Adler, die Flügel mit goldenen Kleestengeln belegt; unten in Schwarz ein rotbekrönter, -bezungter und -bewehrter, hersehender, doppelschwänziger goldener Löwe.“